# Klaus Bodenmüller
Klaus Bodenmüller (ur. 6 września 1962 w Feldkirch) – austriacki lekkoatleta, kulomiot.
W 1991 w Sewilli zdobył srebrny medal halowych mistrzostw świata. Do jego osiągnięć należą również dwa medale halowych mistrzostw Europy: złoty (Glasgow 1990) i brązowy (Genua 1992). Zdobywając pierwszy z nich ustanowił swój halowy rekord życiowy (21,03 m – rekord Austrii). Jego rekord życiowy na otwartym stadionie, który został ustanowiony 13 czerwca 1987 w Linzu wynosi 20,79 m (także rekord kraju).
Pięciokrotnie był mistrzem Austrii na otwartym stadionie (1987, 1991, 1991, 1992, 1993) i sześciokrotnie w hali (1986, 1987, 1988, 1990, 1991, 1992).